# Дідріхс Геннадій Костянтинович
Геннадій Костянтинович Дідріхс (10 вересня 1947 — 23 травня 2017) — радянський та український баскетболіст.

## Життєпис
Народився 10 вересня 1947 року. Грав атакуючим захисником у 70-х роках. У ті роки баскетбол був на підйомі. У 1972 році збірна СРСР виграла Олімпійські ігри, в 1976 і 1980 роках стала призером олімпійських турнірів. Дуже сильною була вища ліга союзного чемпіонату. У 1976 році в Алма-Аті «Спартак» виграв фінальний турнір першої ліги і завоював єдину путівку до вищого дивізіону чемпіонату СРСР! На матчах миколаївської команди — аншлаг. А Дідріхс був її ключовим гравцем, він міг вирішити долю матчу дальнім кидком, підняти дух команди. Заслужений тренер України Валентин Берестнєв згадує, що він в ті роки був кумиром молодих баскетболістів, душею команди. Після кар'єри баскетболіста працював дитячим тренером у спортивній школі «Надія». 
Останніми роками Геннадій Костянтинович був прикутий до ліжка, боровся з важкою хворобою серця. 23 травня 2017 року він помер у Миколаєві.